# Mahan Mj
Mahan Mj (em bengali:  মহান মিত্র, nascido Mahan Mitra; 5 de abril de 1968 é um matemático e monge (ordem Ramakrishna Math-Orden) indiano.
É também conhecido como Mahan Maharaj e seu nome de monge Swami Vidyanathananda (a partir de  2008).
Mahan Mj estudou inicialmente eletrotécnica no Indian Institute of Technology Kanpur e mudou depois para matemática. Após o mestrado em 1992 foi para a Universidade da Califórnia em Berkeley, onde obteve em 1997 um doutorado orientado por Andrew Casson, com a tese Maps on Boundaries of Hyperbolic Metric Spaces. No pós-doutorado esteve em 1998 no Instituto de Ciências Matemáticas em Chennai, afiliando-se então à ordem Ramakrishna Math. Até 2015 foi professor na Universidade Vivekananda. Foi depois professor do Tata Institute of Fundamental Research.
Foi palestrante convidado do Congresso Internacional de Matemáticos no Rio de Janeiro (2018: Cannon-Thurston maps).